# Kattajärvi
Kattajärvi är en sjö i kommunen Enare i landskapet Lappland i Finland. Sjön ligger 145,4 meter över havet. Arean är 79 hektar och strandlinjen är 4,07 kilometer lång. Sjön  ingår i Tuulomajokis huvudavrinningsområde.   Den ligger omkring 240 kilometer norr om Rovaniemi och omkring 940 kilometer norr om Helsingfors. 